# Crush on Obama
"Crush on Obama" là một video lan truyền trên Internet, lần đầu tiên được đăng tải trên YouTube vào tháng 6 năm 2007, cho thấy hình ảnh cô gái trẻ cất tiếng hát một cách quyến rũ để thể hiện tình yêu của mình dành cho Thượng nghị sĩ Hoa Kỳ lúc bấy giờ (sau này là Tổng thống) Barack Obama.

## Sản xuất và đăng tải
Video được sản xuất bởi kênh YouTube BarelyPolitical.com, do nữ diễn viên kiêm người mẫu Amber Lee Ettinger hát nhép và Leah Kauffman hát phần lời của nhạc cho video.
Ý tưởng video là đứa con tinh thần của giám đốc điều hành quảng cáo 32 tuổi Ben Relles. "Crush on Obama" do Rick Friedrich đồng sáng tác và sản xuất. Vào ngày 25 tháng 5 năm 2007, Relles đặt một quảng cáo trên trang web quảng cáo phân loại trực tuyến Craigslist để tìm kiếm đạo diễn cho video âm nhạc. Các nhà làm phim Kevin Arbouet và Larry Strong đã trả lời quảng cáo này. Quá trình quay phim bắt đầu sau đó cùng ngày tại và xung quanh các địa điểm khác nhau của Thành phố New York. Arbouet và Strong đã đồng đạo diễn và quay toàn bộ video trong khoảng sáu giờ. Toàn bộ dự án phim được thực hiện trong khoảng hai đến ba tuần.
Ngày 13 tháng 6 năm 2007, video đã được đăng lên YouTube và thu hút hơn một nghìn lượt xem chỉ trong năm giờ đầu tiên kể từ khi xuất hiện. Đến ngày thứ hai, "Crush on Obama" nhận sự chú ý từ các phương tiện truyền thông Mỹ đến sự phổ biến ngày càng tăng của video. Relles, Ettinger và Kauffman cũng xuất hiện trên nhiều chương trình thời sự truyền hình sau đó. Video đã được đề cử ở hạng mục Chính trị tại Giải thưởng YouTube vào cùng năm.

## Phản ứng
Khi được tờ Des Moines Register số đăng ngày 18 tháng 6 năm 2007 hỏi về đoạn video, Obama đã nói, “Đó chỉ là một ví dụ nữa về trí tưởng tượng phong phú của Internet. Nhiều thứ giống thế này sẽ liên tục xuất hiện". Obama cũng trả lời với hãng tin thông tấn Associated Press rằng đoạn video đã khiến các con gái của ông khó chịu và nói: "Bạn ước gì mọi người sẽ nghĩ về tác động của hành động mà họ làm đối với trẻ em và gia đình".
Ban vận động tranh cử của Obama đã tuyên bố họ không liên quan gì đến việc tạo ra video. Kauffman và Ettinger cũng xác nhận điều này trong lần xuất hiện ngày 15 tháng 6 năm 2007 trên chương trình trò chuyện Fox & Friends, nói rằng video không được thực hiện để hỗ trợ Barack Obama trong chiến dịch tranh cử của ông mà chỉ nhằm mục đích giải trí. Hai người còn bày tỏ mong muốn tạo thêm nhiều video tương tự cho các ứng viên những đảng phái khác.
Sau sự nổi tiếng của video, các nhà sáng tạo đã bán hai chiếc áo sơ mi và quần đùi màu đỏ sử dụng trong video tại một cuộc đấu giá trên eBay. Một trong những chiếc áo sơ mi được bán với giá 1000 USD. Số tiền thu từ cuộc đấu giá sẽ quyên góp cho Ủy ban chấm dứt tình trạng vô gia cư ở Philadelphia.